# عادل غنيم
عادل غنيم أو عادل حسن غنيم (26 مارس 1934 – 18 يونيو 2017)، مؤرخ وأكاديمي ومترجم مصري، متخصص في تاريخ الصراع العربي الصهيوني. فاز بجائزة الدولة التقديرية في العلوم الاجتماعية عام 2010، وترأس الجمعية المصرية للدراسات التاريخية بين عاميْ 2008 و2010، وكذلك وحدة التوثيق بمركز بحوث الشرق الأوسط بين عاميْ 1976 و1979.

## المسيرة المهنية
حصل على درجة الدكتوراه في التاريخ الحديث عام 1976، وعمل بعد ذلك أستاذًا للتاريخ الحديث والمعاصر في جامعة عين شمس، وكذلك في جامعة قطر خلال عقديْ الثمانينات والتسعينات، وحصل أيضاً على درجة الأستاذية في عام 1990. يشير فهمي هويدي إلى أن هزيمة يونيو عام 1967 هزت غنيم ودفعته إلى التفرغ للقضية الفلسطينية، «وكان شغفه بها قد بدأ حين أعد رسالته للماجستير حول الحركة الوطنية الفلسطينية في الفترة ما بين عاميْ 1917 و1936، ثم واصل مشروعه في رسالة الدكتوراه التي أعدها حول الحركة الوطنية الفلسطينية ابتداءً من ثورة 1936 وحتى الحرب العالمية الثانية التي انتهت عام 1945».

## أبرز أعماله

### في التأليف [والإشراف والتحرير]
- الحركة الوطنية الفلسطينية من 1917 إلى 1936، مكتبة الخانجي، القاهرة، 1974
- الحركة الوطنية الفلسطينية من ثورة 1936 إلى الحرب العالمية الثانية، مكتبة الخانجي، القاهرة، 1980
- تاريخ الهند الحديث (مع عبد الرحيم عبد الرحمن عبد الرحيم)، مكتبة الخانجي، القاهرة، 1980
- الوجود الفلسطيني في لبنان والأزمة اللبنانية، معهد البحوث والدراسات العربية، القاهرة، 1981[9]
- الدبلوماسية المصرية وقضية فلسطين، الهيئة المصرية العامة للكتاب، القاهرة، 1984
- في منهج البحث التاريخي (مع جمال محمود حجر)، دار المعرفة الجامعية للطباعة والنشر، الإسكندرية، 1993
- النموذج المصري لرأسمالية الدولة التابعة، دار المستقبل العربي، القاهرة، 1986[10]
- أزمة الدولة المصرية المعاصرة، دار الثقافة الجديدة، القاهرة، 2005
- حائط البراق وليس حائط المبكي، دار الفكر العربي، القاهرة، 2008[11]
- موسوعة مصر والقضية الفلسطينية [تحرير] (6 مجلدات)، المجلس الأعلى للثقافة، القاهرة، 2012-2017[12][13]
- جمال عبد الناصر وعصره [إشراف وتقديم]، دار المعارف، القاهرة، 2013[14]
- محمد شفيق غربال: أستاذ جيل وصاحب مدرسة [تصدير]، مكتبة الإمام البخاري للنشر والتوزيع، القاهرة، 2014

### في الترجمة
- السلطة السياسية والطبقات الاجتماعية (جزءان)، نيكوس بولانتزاس، دار الثقافة الجديدة، القاهرة، 1980 (ط2، دار ابن خلدون، بيروت، 1982)
- كراسات السجن، أنطونيو جرامشي، دار المستقبل العربي، القاهرة، 1994[15]
- الصين والاشتراكية: إصلاحات السوق والصراع الطبقي، مارتن هارت لاندزبرج وبول بيركيت، دار العالم الثالث، القاهرة، 2007